# Bruil Park
Bruil Park är en park i Spanien.   Den ligger i provinsen Provincia de Zaragoza och regionen Aragonien, i den nordöstra delen av landet, 270 km nordost om huvudstaden Madrid. Bruil Park ligger 200 meter över havet.
Terrängen runt Bruil Park är platt. Runt Bruil Park är det tätbefolkat, med 550 invånare per kvadratkilometer. Närmaste större samhälle är Zaragoza, 0,97 km nordväst om Bruil Park. Omgivningarna runt Bruil Park är i huvudsak ett öppet busklandskap.